# João Pedro (calciatore 2001)
João Pedro Junqueira de Jesus, detto João Pedro (Ribeirão Preto, 26 settembre 2001), è un calciatore brasiliano, attaccante del Chelsea e della nazionale brasiliana.

## Caratteristiche
È una seconda punta molto tecnica e veloce, abile nel dribbling e nell'attaccare la profondità; può giocare anche come centravanti.

## Carriera

### Club

#### Gli inizi, Watford
Il 19 ottobre 2018, ancora prima di debuttare ufficialmente con il Fluminense, viene acquistato dagli inglesi del Watford, firmando un contratto quinquennale valido a partire dal 1º gennaio 2020. Esordisce con il Fluminense il 19 dicembre 2018, nella partita del Campeonato Carioca pareggiata per 1-1 contro il Volta Redonda. Il 25 maggio 2019 realizza una tripletta nell'incontro di Copa Sudamericana vinto per 4-1 contro l'Atlético Nacional al Maracanã.
Il 1º gennaio 2020, come da accordi pregressi, si trasferisce agli inglesi del Watford; il 26 settembre segna il suo primo gol con gli Hornets, risultando decisivo nella vittoria per 1-0 sul Luton Town al Vicarage Road.

#### Brighton
Il 5 maggio 2023 viene annunciato il suo trasferimento al Brighton, con il quale firma un contratto quinquennale. Il 12 agosto, all'esordio con la nuova maglia, realizza subito la sua prima rete nella vittoria per 4-1 contro il Luton Town al Falmer Stadium. Diventa ben presto il bomber decisivo per De Zerbi realizzando 6 goal in 6 presenze in Europa League, 5 goal in 2 partite di Fa cup e 8 goal in Premier League in 23 presenze.

#### Chelsea
Il 2 luglio 2025 viene annunciato il suo passaggio al Chelsea con il quale firma un contratto valido fino al 2033. Quattro giorni dopo viene schierato subito da titolare nella semifinale del mondiale per Club, in cui segna proprio al Fluminense entrambi i gol del successo per 2-0 col quale i Blues accedono alla finale, vinta poi per 3-0 contro il Paris Saint Germain, dove segna l'ultima rete che sigilla il risultato finale. 

### Nazionale
Il 16 novembre 2023, a 22 anni, esordisce con la nazionale brasiliana, nella sconfitta per 1-2 sul campo della Colombia.

## Statistiche

### Presenze e reti nei club
Statistiche aggiornate al 9 luglio 2025.
| Stagione          | Squadra           | Campionato        | Campionato | Campionato | Coppe nazionali | Coppe nazionali | Coppe nazionali | Coppe continentali | Coppe continentali | Coppe continentali | Altre coppe | Altre coppe | Altre coppe | Totale | Totale |
| Stagione          | Squadra           | Comp              | Pres       | Reti       | Comp            | Pres            | Reti            | Comp               | Pres               | Reti               | Comp        | Pres        | Reti        | Pres   | Reti   |
| ----------------- | ----------------- | ----------------- | ---------- | ---------- | --------------- | --------------- | --------------- | ------------------ | ------------------ | ------------------ | ----------- | ----------- | ----------- | ------ | ------ |
| 2019              | Fluminense        | A                 | 25         | 4          | CB              | 4               | 2               | CS                 | 4                  | 3                  | CC          | 4           | 1           | 37     | 10     |
| Totale Fluminense | Totale Fluminense | Totale Fluminense | 25         | 4          |                 | 4               | 2               |                    | 4                  | 3                  |             | 4           | 1           | 37     | 10     |
| gen.-giu. 2020    | Watford           | PL                | 3          | 0          | FACup+CdL       | 2+0             | 0               | -                  | -                  | -                  | -           | -           | -           | 5      | 0      |
| 2020-2021         | Watford           | FLC               | 38         | 9          | FACup+CdL       | 1+1             | 0               | -                  | -                  | -                  | -           | -           | -           | 40     | 9      |
| 2021-2022         | Watford           | PL                | 28         | 3          | FACup+CdL       | 1+0             | 1               | -                  | -                  | -                  | -           | -           | -           | 29     | 4      |
| 2022-2023         | Watford           | FLC               | 35         | 11         | FACup+CdL       | 0               | 0               | -                  | -                  | -                  | -           | -           | -           | 35     | 11     |
| Totale Watford    | Totale Watford    | Totale Watford    | 104        | 23         |                 | 5               | 1               |                    | -                  | -                  |             | -           | -           | 109    | 24     |
| 2023-2024         | Brighton          | PL                | 31         | 9          | FACup+CdL       | 2+1             | 5+0             | UEL                | 6                  | 6                  | -           | -           | -           | 40     | 20     |
| 2024-2025         | Brighton          | PL                | 27         | 10         | FACup+CdL       | 3+0             | 0               | -                  | -                  | -                  | -           | -           | -           | 30     | 10     |
| Totale Brighton   | Totale Brighton   | Totale Brighton   | 58         | 19         |                 | 6               | 5               |                    | 6                  | 6                  |             | -           | -           | 70     | 30     |
| giu.-lug. 2025    | Chelsea           | -                 | -          | -          | -               | -               | -               | -                  | -                  | -                  | CmC         | 2           | 3           | 2      | 3      |
| Totale carriera   | Totale carriera   | Totale carriera   | 187        | 46         |                 | 15              | 8               |                    | 10                 | 9                  |             | 7           | 4           | 219    | 67     |

### Presenze e reti in nazionale
| Cronologia completa delle presenze e delle reti in nazionale ― Brasile | Cronologia completa delle presenze e delle reti in nazionale ― Brasile | Cronologia completa delle presenze e delle reti in nazionale ― Brasile | Cronologia completa delle presenze e delle reti in nazionale ― Brasile | Cronologia completa delle presenze e delle reti in nazionale ― Brasile | Cronologia completa delle presenze e delle reti in nazionale ― Brasile | Cronologia completa delle presenze e delle reti in nazionale ― Brasile | Cronologia completa delle presenze e delle reti in nazionale ― Brasile |
| Data                                                                   | Città                                                                  | In casa                                                                | Risultato                                                              | Ospiti                                                                 | Competizione                                                           | Reti                                                                   | Note                                                                   |
| ---------------------------------------------------------------------- | ---------------------------------------------------------------------- | ---------------------------------------------------------------------- | ---------------------------------------------------------------------- | ---------------------------------------------------------------------- | ---------------------------------------------------------------------- | ---------------------------------------------------------------------- | ---------------------------------------------------------------------- |
| 16-11-2023                                                             | Barranquilla                                                           | Colombia                                                               | 2 – 1                                                                  | Brasile                                                                | Qual. Mondiali 2026                                                    | -                                                                      | 27’                                                                    |
| 10-9-2024                                                              | Asunción                                                               | Paraguay                                                               | 1 – 0                                                                  | Brasile                                                                | Qual. Mondiali 2026                                                    | -                                                                      | 46’                                                                    |
| 20-3-2025                                                              | Brasilia                                                               | Brasile                                                                | 2 – 1                                                                  | Colombia                                                               | Qual. Mondiali 2026                                                    | -                                                                      | 60’                                                                    |
| Totale                                                                 |                                                                        | Presenze                                                               | 3                                                                      |                                                                        | Reti                                                                   | 0                                                                      |                                                                        |

## Palmarès

### Club

#### Competizioni internazionali
- Coppa del mondo per club: 1

Chelsea: 2025